# 凯拉讷
凯拉讷（法語：Cairanne，法語發音：[kɛʁan]）是法国普罗旺斯-阿尔卑斯-蓝色海岸大区沃克吕兹省的一个市镇，属于卡庞特拉区。

## 地理
凯拉讷（44°13'59"N, 4°56'1"E）面积22.51 平方千米，位于法国普罗旺斯-阿尔卑斯-蓝色海岸大区沃克吕兹省，该省份为法国东南部内陆省份，北起德龙省，西北接阿尔代什省，西接加尔省，南至罗讷河口省，东南角与瓦尔省接壤，东临上普罗旺斯阿尔卑斯省。
与凯拉讷接壤的市镇（或旧市镇、城区）包括：拉斯托、圣塞西尔莱维涅、圣罗芒德马勒加德、特拉瓦扬、维奥莱斯。

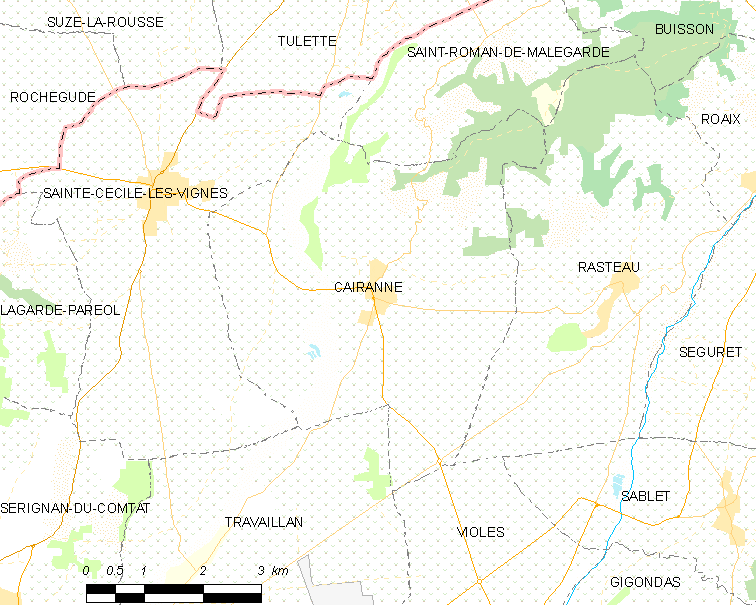
凯拉讷的OSM定位图

凯拉讷的时区为UTC+01:00、UTC+02:00（夏令时）。

## 行政
凯拉讷的邮政编码为84290，INSEE市镇编码为84028。

## 政治
凯拉讷所属的省级选区为韦松拉罗迈讷县。

## 人口

1962-2008年间凯拉讷人口变化图示

凯拉讷于2022年1月1日时的人口数量为1121人。